# Papinski orijentalni institut
Papinski orijentalni institut ili Orijentale, (PIO) katolička je visokoškolska ustanova u Rimu. Mogućnost osnivanje visokoškolske ustanove za kršćanski Istok razmatrala se i planirala od pontifikata pape Lava XIII. (1878. – 1903.), ali ju je tek papa Benedikt XV. (1914. – 1921.) ostvario 1917.  Orijentale je dio konzorcija Papinskoga sveučilišta Gregoriana (osnovano 1551.) i Papinskog biblijskog instituta (osnovan 1909.), oba u Rimu. Sve tri institucije vodi Družba Isusova. Dok Orijentale direktno ovisi o Svetoj Stolici, njegovo upravljanje povjereno je Družbi Isusovoj. Njezin kancelar je redovito prefekt Kongregacije za Istočne crkve, vicekancelar je generalni poglavar Družbe Isusove, dok je Kongregacija za katolički odgoj dikasterij nadležna za odobravanje akademskih programa Orijentala.
Studenti upisani za akademsku godinu 2018. – 2019.: 351 na Fakultetu Istočnih crkvenih znanosti (Facoltà di Scienze ecclesiastiche orientali – SEO); 71 na Fakultetu Istočnog kanonskog prava (Facoltà di Diritto Canonico Orientale – DCO); Ukupno: 422, od kojih su 242 bili gostujući studenti. Svake godine oko 400 znanstvenika posjeti knjižnicu Orijentala zbog znanstvenog istraživanja.

## Povijest

### Rane godine
Prvo privremeno sjedište Orijentala nalazilo se u neposrednoj blizini Vatikana, u Palazzo dei Convertendi, Piazza Scossacavalli, koje je kasnije moralo ustupiti put za otvaranje Via della Conciliazione. Institut je ubrzo premješten u današnje prostorije Papinskog biblijskog instituta, u Via della Pilotta, 25, u Rimu, sve do 1926. godine, kada se nastanio u svom stalnom sjedištu na Piazza di Santa Maria Maggiore, 7. Od svih crkava u Rimu, bazilika Santa Maria Maggiore – u čijoj se sjeni na istom trgu nalazi Orijentalni institut – ova najviše doziva Istok. Njeni poznati mozaici izrađeni za vrijeme pape Sixta III (432-440) kako bi obilježili treći Ekumenski koncil u Efezu (431), koji je – naglašujući da je Isus Krist jedna osoba – urodio posljedicom da je Marija, njegova Majka, proglašena Majka Božja, odnosno Bogorodicom – Theotokos, kako je Istok naziva. Bazilika je poznata po relikvijama betlehemskih jaslica u koje je bio položen mali Isus, pa je poznata i kao “ad Praesepe” – Crkva Jaslica. Osim toga, ovdje na istom mjestu, 868 sveta braća Ćiril i Metodije, apostoli Slavena, položili su svoje liturgijske knjige prevedene na narodni staroslavenski jezik te od pape Hadrijana II (867. – 872.) dobili odobrenje da slavenski narodi mogu služiti misu na narodnom jeziku. Na tom istom oltaru Isusovih jaslica blaženi Alojzije Stepinac služio je svoju prvu mladu misu na blagdan Svih svetih 1930. U sporednoj ulici, nasuprot Orijentala, nalazi se bazilika Santa Prassede s poznatim karolinškim mozaicima koji svjedoče o odbacivanju ikonoklazma pape svetog Paskala I, koji je u vrijeme izgradnje bazilike (817.) nastavljen na Istoku. U blizini se nalazi mramorna ploča koja podsjeća da je 14. veljače, 869. tamo umro sv. Ćiril, brat sv. Metodija. Kao dio kompleksa bloka zgrada uz sam Orijental nalazi se crkva crkva sv. Antuna Velikog (sv. Antun Opat) veoma čašćenog među svim Istočnim kršćanima. Crkva je relativno poznata u  Rimu, gdje se ljudi još uvijek prisjećaju vremena kada se u ovoj crkvi nekada obavljao blagoslov životinja na svečev blagdan. Od osnivanja Papinskoga ruskoga kolegija sv. Terezije od Djeteta Isusa 1929, poznatoga kao Russicum, po papi Piju XI. (1921. – 1939.), crkvom upravljaju isusovci koji žive i djeluju u kolegiju.

### Prvih 100 godina
Orijental je nastao kao ustanova “blizanac” Kongregacije za Istočnu crkvu, čije se ime 1967. mijenja u Kongregacija za Istočne crkve. Bez povezanosti s ovom važnom ustanovom Svete Stolice bilo bi nemoguće shvatiti svrhu i misiju Orijentala, niti kako bi Orijentale mogao biti osnovati usred „beskorisnog masakra“ Prvog svjetskog rata 1917. Osnivanje Orijentala predstavlja odgovor na pitanje koje se dugo vremena postavljalo prije toga. Poznato kao la question d’Orient, ovo je pitanje prvi put postavljeno nakon poraza Osmanlija pod Rusima 1774. (usp. Kučuk-Kajnardžijski mir), i postajalo je sve važnije otkada je Napoleon osvojio Egipt 1798: što učiniti s milijunima kršćana pod Osmanlijama kad jednom propadne Osmansko carstvo? Pitanje je svoj vrhunac doživjelo na Euharistijskom kongresu u Jeruzalemu 1893., kada su Istočni katolički patrijarsi iznijeli svoje prigovore papinskom izaslaniku, kardinalu Benoîtu Langenieuxu, koji ih je proslijedio papi. Kao odgovor, Lav XIII ubrzo je sazvao zbor Istočnih katoličkih patrijarha za sljedeću godinu (1894.) iz kojeg je proizašlo apostolsko pismo Orientalium dignitas, poznato pod nazivom Magna Charta o pravima Istočnih katolika.
Propašću Ruskog carstva, stvarnošću nakon Februarske revolucije 1917. i rušenja Osmanskog carstva na vidiku, papa je odlučio djelovati. S motu proprio pod nazivom Providentis Dei (1.05.1917.) za katolike Istočnih obreda, papa je osnovao Kongregaciju za Istočne crkve; s drugim motu proprio, pod nazivom Orientis catholici (15.10.1917.) papa je ustanovio Orijentale. Prefekturu novoosnovane Kongregacije papa je pridržao direktno za sebi, čiji je predstojnik, iako kardinal, bio samo tajnik Kongregacije (usp. Kanon 257, Pio-Benedikt, Codex Iuris canonici iz 1917 koji upravo precizira takvu strukturu). Tri godine nakon osnivanja Orijentala, papa Benedikt XV, apostolskom konstitucijom, Quod nobis in condendo, dodijelio je pravo dodjeljivanje akademskih stupnjeva. Od samog početka papa je prije svega veoma inzistirao na neophodnosti bogato opskrbljene orijentalne knjižnice te znanstvenom studiju i istraživanju kršćanskog Istoka.
U početku su profesori birani među raznim redovnicima, pa čak i među laicima. To su bili Bijeli otac, Antoine Delpuch (1868. – 1936.), koji je bio ravnatelj prve godine funkcioniranja Orijentala (1918. – 1919.); dva benediktinca, uključujući Ildefonso Schuster; trojica asumpcionista, uključujući Martina Jugie (1878. – 1954.), profesora na Orijentalu samo prvih nekoliko godina, ali koji je napisao monumentalnu sintezu povijesti istočnog bogoslovlja; dominikanac; mekhitarist; četvorica isusovaca, uključujući Guillaumea de Jerphaniona (1877-1948), poznatog arheologa; dvoje Rusa, Grk i Etiopljanin; i tri laika, uključujući Michelangela Guidija, izvanrednog filologa i povjesničara.
Ubrzo, nakon što je Pio XI postao papa, osjetio je da bi bilo prikladnije ako se samo jedan red pobrine ne samo za vođenje instituta, nego i za pripremu onih koji bi kasnije mogli nastaviti upravu. Njegov je izbor pao na isusovce, te je isusovački general o. Vladimir Ledochowski vrlo brzo (14.09.1922.) povjerio Orijentale cijeloj Družbi Isusovoj. To je bio prijedlog opata Alfreda Ildefonsa Schustera, OSB, koji je u međuvremenu postao i prvi ravnatelj Orijentala. Prvi isusovački ravnatelj (1922. – 1931.) bio je Michel d'Herbigny (1880. – 1957.). Uspio je novoosnovanoj instituciji dati novi zalet, sa svojim vlastitim publikacijama, pa čak i novim sjedištem na Piazza di Santa Maria Maggiore. Komplikacije vezane uz njegovu vrlo osjetljivu misiji u Rusiji dovele su do njegova prijevremenog umirovljenja. Nakon d'Herbignya izredali su se Emil Hermann (1932. – 1951.), njemački kanonista, čija je razboritost pomogla da vodi Institut tijekom ratnog razdoblja; Ignacio Ortiz de Urbina (1951-1957), bask, poznati patrolog; Alphonse Raes (1957-1962), siriačista, koji je postao prefekt Vatikanske knjižnice; Joseph Gill (1962. – 1963.), veliki stručnjak za Koncil u Firenci (1438. – 1445.) te glavni urednik akata ovog Koncila; i ponovno Joseph Gill (1964. – 1967.), koji je od 1965. godine počeo nositi naziv rektora; Ivan Žužek (1967. – 1972.), kasniji tajnik Papinske komisije za reviziju istočnog kanonskog prava; Georges Dejaifve (1972-1976), istaknut glede ekumenizma; Eduard Huber (1976-1981), bivši rektor ruske škole Meudon; Peter-Hans Kolvenbach (1981-1983), koji je nakon kratkog boravka postao general Družbe Isusove za četvrt stoljeća (1983-2008); Gilles Pelland (1984-1986), koji je ubrzo postavljen za rektora Sveučilišta Gregoriana; Gino Piovesana (1986-1990) kojemu je iskustvo rektora Sofijskog sveučilišta u Tokiju te njegova stručnost u ruskoj filozofiji veoma dobro došlo; Clarence Gallagher (1990. – 1995.), kanonista, dekan i rektor; Gilles Pelland (1995. – 1998.), jedini rektor koji je dva puta obnašao službu u vremenski dva razdvojen perioda; Hèctor Vall Vilardell (1998. – 2007.), kojemu je izborni status osigurao devet godina rektorske službe; Cyril Vasil' (2007-2009), koji je nakon dvije godine postao tajnik Kongregacije za Istočne crkve; Sunny Kokkaravalayil (2009–2010), koji je bio prorektor godinu dana; James McCann (2010-2015), koji je nakon odlaska s dužnosti postao viši potpredsjednik Gregorijanske zaklade, New York; i David Nazar (2015-), u čijem se mandatu Orijentale prilično modernizirao i spojio s isusovačkom zajednicom iz susjednog Papinskog ruskog kolegija, popularno poznatog kao Russicum.
Stogodišnja povijest instituta (1917. – 2017.) može se okvirno podijeliti u nekoliko faza: prvi period, je jedanaestogodišnje razdoblje na samom početku, kada se Orijentale pokušavao afirmirati i postati prepoznatljiv, što je ostvareno enciklikom Pija XI posvećenoj Orijentalu, Rerum orientalium (1928). Zatim slijedi tridesetogodišnje razdoblje koje traje gotovo početka Drugog Vatikanskog Sabora (1928. – 1958.), kada se već započeo žeti dio bogate žetve koja se očekivala, a postavljeni su temelji za izgradnju drugih. Svježi dah Vatikanskog Sabora donio je zanimanje za kršćanski Istok i Orijentale kojim je obilježeno sljedećih trideset godina nakon Sabora sve do 1989. Da bi se 1989. promjenama u Istočnoj Europi otvorilo novo poglavlje Orijentala jer se sada otvorila mogućnost studija mnogi novim studentima iz dotadašnjih „izoliranih“ komunističkih zemalja Istočne Europe.

### XXI stoljeće
U skladu s modernim pedagoškim standardima za akademska istraživanja, knjižnica je opskrbljena klimatizacijom, vrhunskom LED rasvjetom, modernom akustikom i sve digitaliziranijim izvorima. Povodom 100. obljetnice Orijentala (1917. – 2017.) papa Franjo posjetio je Institut 12. listopada 2017. Njegova velikodušna donacija dovela je do opće reorganizacije sada već proširenog Orijentala, osiguravajući moderne profesorske urede, učionice te prostorije za profesore i studente. Orientale koristi G Suite i Google for Education, dok je njegova internetska usluga povećana na 1 GB. To omogućava konferencijskoj dvorani izravno prenošenje konferencije (live streaming) putem interneta i pruža mogućnost raznih tečajeva i konferencija na mreži uz pomoć Google Hangout-a. Osvjetljenje i akustika u učionici nadograđeni su kako bi zadovoljili moderne digitalne i pedagoške norme.

## Knjižnica
Papinska knjižnica Instituta je bez sumnje je najdragocjeniji biser Orijentala. Smatra se jedna od najboljih knjižnica u svijetu specijaliziranu za kršćanski Istok. Mnoge knjige i razni časopisi koji su bili odbačene u ranim godinama Sovjetskog Saveza kupljeni su za knjižnicu Orientala, tako da, npr. posjeduje kompletnu zbirku ruskog časopisa Pravda kao i mnoge druge. Prostor knjižnice znatno je povećan nakon posjeta Ivan Pavao II. Orijentalu 1987. Aula magna, konferencijska dvorana u kojoj se nalazi dio knjižnice,  ponovno je preuređena uoći proslave stote godišnjice Orijentala 2017., te pruža „siguran“ prostora za različite međunarodne rasprave o problematičnim, i osjetljivim temama. Sirija, autokefalija, genocid, nenasilje neke su od tema u kojima su sudjelovali patrijarsi, kardinali, imami, diplomati, i „ljudi s teren“.

## Znanost i studij

### Fakulteti i jezici
Kao akademska institucija, Orientale ima samo dva fakulteta, jedan Fakultet istočnih crkvenih znanosti koji uključuje tri sekcije: teološko-patirstičku, liturgijsku i povijesnu, te drugi fakultet je  Fakultet Istočnog kanonskog prava. U početku je postojao samo jedan fakultet, a on je sadržavao program koji je već bio izložen osnivačkom poveljom Benedikta XV (1917.), to je teologija, koja uključuje duhovnost, liturgiju i kanonsko pravo, plus arheologiju i druge sporedne znanosti potrebne za postizanje uravnoteženog program društvenih struktura, umjetnosti, kulture, povijesti. U ovom kurikulumu jezici igraju glavnu ulogu, a osim talijanskog koji je glavni jezik nastave, klasični grčki, sirski, ruski i staroslavenski uvijek su se isticali. Osim armenskog, koptskog, etiopskog i gruzijskog jezika, koji su postali također sastavni dio nastavnog plana i programa, posljednjih godina dodani su arapski, moderni grčki i rumunjski jezik. Suvremeni grčki jezik podijeljen je u četiri razine pri čemu jedan može dobiti diplomu grčke vlade. Za studente kanonskog prava potreban je i učiti latinski jezik. Dobro razvijen program talijanskog jezika postao je tvrda jezgra pripravne godine studija.
Odvajajući se od Fakulteta istočnih crkvenih znanosti, Fakultet kanonskog prava osnovan je 1971., uglavnom zbog rada na reviziji Istočnog kanonskog prava i odgovarajućeg kodeksa. Tajnik ovog povjerenstva bio je o. Ivan Žužek, S.J. (1924-2004). Orijentale sa svojim profesorima kanonskog prava i dalje služi kao glavno središte za razradu Kodeksa koji širom svijeta koriste i katoličke i pravoslavne crkve Istoka.

### Publikacije
Osim nastavnog kurikuluma za magisterij i doktorat, Orientale je dobio na važnosti zbog svojih znanstvenih publikacija. Godine 1923. pojavio se prvi broj Orientalia christiana. Nakon stotinu objavljenih brojeva, serija je podijeljena 1934. na Orientalia Christiana Analecta (isključivo za monografije) i Orientalia Chrisitana Periodica (za članke i recenzije knjiga). Autori tih publikacija su stručnjaci s područja, a primjerci ovih časopisa nalaze se u mnogim prestižnim svjetskim bibliotekama. Nakon proglašenja Zakonika kanonskog prava Istočnih Crkvi  (CCEO), 1990., pokrenuta je nova serija monografija iz kanonskog prava. Godine 1992 objavljena je nova publikacija Kanonika, čiji se prvi broj pojavio 1992.  Kritično izdanje Anaphorae Orientales, počevši od Alphonse Raes 1939., privuklo je pažnju na jedno od mnogih zaboravljenih blaga kršćanskog istoka, a nastavio ga je poznati liturist orijentalne vojske, profesor Robert Taft, SJ. Kad je William Macomber objavio najstariji poznati tekst Anafore Addai i Mari, malo tko je mogao zamisliti koliko je to korisno Kongregaciji za nauk vjere 2001. godine kada se odlučila za da proglasi pravovjernost i valjanost anafore bez izričitih riječi ustanove.

## Značajni doprinosi
Među prvim doprinosima je Zakonika kanonskog prava Istočnih Crkvi  (CCEO) koji je u velikoj mjeri pripremljen na Orijentalu. To je ogroman korak naprijed za Istočne kršćane jer prvi put imaju svoj vlastiti zakonik koji omogućuje svakoj Istočnoj crkvi sui juris daljnji razvoj vlastitog zakona. Drugi monumentalni doprinos je kritičko izdanje dokumenata Koncila u Firenci (1438. – 1445.) profesora Fakulteta Istočnih crkvenih znanosti. To je dovelo do odluke Pija XII 1947. da pročisti armenski katolički obred od latinizacije. Među mnogim znanstvenim radovima najznačajnija je dosad objavljena studija liturgije svetog Ivana Zlatoustog u 6 svezaka; Enciklopedijski rječnik kršćanskog istoka; napomenuti prijevodi sirijskih rukopisa (9. – 13.st.); 7 svezaka Vatikanskih arhivskih dokumenata o stradanju Armena (1894-1925) te slično izdanje u 4 sveska iz Vatikanskih arhivskih dokumenata o stradanju kršćana Kaldejaca i Asiraca  (1908-1938); detaljni katalog od 150 etiopskih rukopisa; detaljne arheološke studije mozaika, freske i arhitekture rane crkve u Maloj Aziji itd.

## Ugledni Profesori
Guillaume Jerphanion, SJ, proslavio se po proučavanju arheologije i podzemno-isklesanim crkvama u Kapadociji. Marcel Viller, SJ, profesor patristike na Orijentalu postao je jednan od osnivača monumentalnog Rječnika Duhovnosti (Dictionnaire de Spiritualité). Njegov nasljednik, kasnije kardinal, Tomáš Špidlík, SJ, istaknuti eksponent ruske duhovne teologije, Irenée Hausherr, SJ, je postavio temelje Istočne kršćanske duhovnosti, a njegove se knjige prodaju kao da su jučer napisane – baš kao što to čine djela Juana Mateos, SJ, kojega, u zanosu Antona Baumstarka (1872-1948), Robert F. Taft, SJ, i G. Winkler, smatraju utemeljiteljem Orijentala "Mateos-eva školu za komparativnu liturgiju" – The Mateos School of Comparative Liturgiology. Georg Hofmann, SJ, bio je njemački povjesničar Crkve, koji je imao veliku ulogu u uređivanju Akata Koncila u Firentinskog. Orijentale je blagoslovljen čitavim nizom izvanrednih liturgičara, poput Miguela Arranza, SJ. Samir Khalil Samir, SJ, doprinio je promociji znanstvenog istraživanja Kršćansko-Arapske književnosti. Gustav Wetter, SJ je bio svjetski autoritet na marksizmu. Placid J. Podipara, C.M.I, bio je svjetski stručnjak za kršćane Sv. Tome u Indiji.

## Ugledni alumni
Patrijarh Bartolomej I, carigradski patrijarh, studirao je na Orijentalu (1963. – 1968.) gdje je obranio svoju doktorsku disertaciju pod nazivom Kodifikacija svetih kanona i kanonskih odredbi pod vodstvom prof. Ivana Žužk, SJ.
Patrijarh Gregorios III Laham, Melkitski Grko-katolički patrijarh emeritus.
Kardinal Josef Slipyj, prvi Veliki nadbiskup Grkokatoličke crkve u Ukrajini.
Patrijarh Pavao Cheiko Paul, Babilonski patrijarh Kaldejske Crkve
Patrijarh Bidawid Rafael, Babilonski patrijarh Kaldejske Crkve
Patrijarh Ignace Antoine Hayek, Antiohijski Patrijarh Sirsko-Katoličke Crkve
Patrijarh kardinal Paul Peter Méouchi, Maronitski patrijarh
Patrijarh kardinal Stephanos I Sidarouss, Aleksandrijski Koptski patrijarh.
Veliki nadbiskup Sviatoslav Shevchuk, aktualni Velik nadbiskup Ukrajinske Grko-katoličke crkve.
Dva generalna poglavara Družbe Isusove: Jean-Baptiste Janssens i Peter Kolvenbach, koji je ujedno bio i rektor Orijentala. 
Popis kardinala je sljedeći:
Kardinal Alfredo Ildefonso Schuster, SJ, prvi predsjednik Orijentala i profesor liturgije na Orijentalu.
Kardinal Gregorio Pietro Agaganian.
Kardinal Franz König, bečki kardinal nadbiskup i osnivač Pro Oriente
Kardinal Franz Ehrle, jednokratni profesor na Orijentalu.
Kardinal Ladisław Ruben, prefekt Kongregacije za Istočne crkve.
Kardinal Eugène Tisserant, tajnik Kongregacije za Istočne crkve
Kardinal Aloys Grillmeier, SJ, teolog i patrolog.
Kardinal Josef Tomko, prefekt emeritus Kongregacije za evangelizaciju naroda.
Kardinal Tomáš Tomáš Špidlík, SJ, istaknuti autor iz Istočne kršćanske duhovnosti.
Popis poznatih studenata započinje blaženim Eugèneom Bossilkoffom, biskupom iz Nicopola u Bugarskoj i mučenikom. U travnju 2013. u Alepu, u Siriji oteta su dva alumni pravoslavna biskupa: grčki pravoslavni biskup Paul Yazigi i sirijski pravoslavni biskup Mor Gregorius Yohanna Ibrahim. Njihovo boravište ostaje nepoznato. Ostali alumni poznati na poseban način su: Engelbert Kirschbaum, SJ, arheolog; Robert Murray, SJ, sirijačist; Alessandro Bausani, islamolog; Hans-Joachim Schultz, liturgičar, Lambert Beauduin, OSB, osnivač Chevetognea i René Vouillaume, osnivač Male Isusove braće (Petits Frères de Jésus). Ovdje je proučavao i vrlo obećavajući teolog, koga su nacisti ubili tijekom Drugog svjetskog rata Yves de Montcheiul, SJ (1900-1942).

## Ugledni Hrvati na Orijentalu
Stjepan Krizin Sakač, SJ (1890. – 1973.) bio je među prvim studentima Orijentala (br. 14 u studentskom Index-u) gdje je djelovao kroz dugi niz godina kao redovni profesor i plodni istraživač povijesti Južnih Slavena. Zaslužan je za doprinos teoriji o iranskom podrijetlu Hrvata. Svojim brojnim studijama o ranoj povijesti Hrvata doprinio je sačuvanju hrvatskog identiteta i kriznim vremenima supresije. Nadahnuo je blaženog Alojzija Stepinca oko obilježavanja velikog jubileja "Trinaest stoljeća kršćanstva u Hrvata" koji se trebao održati 1941, ali je zbog ratnih prilika bio odgođen, te je svoj vrhunac doživio na Nacionalnom euharistijskom kongresu u Mariji Bistrici 1984.
Josip Jurić, SJ (1894. – 1964.) doktorirao je na Orijentalu 1932 i zaslužan je za osvijetljivanje uloge Ilirskog kolegija u Loretu te pokušajima djelovanja Kongregacije za širenje vjere među Južnim Slavenima.
Marko Japundžić (1914. – 2000.) bio je hrvatski katolički svćenik, franjevac trećoredac glagoljaš, filolog, arhivist, arheolog, slavist i paleograf. Jedan od najboljih poznavalaca glagoljice u Hrvata. Pristaša je teorije o predćirilometodskom podrijetlu glagoljice. Na Orijentalu je postigao licencu i doctorat s tezom „Matteo Karaman. Vita attivita missionaria e redazione del messale glagolitico“. Svojim znanstvenim djelovanjem doprinio je većem poznavanju hrvatske tradicije glagoljaštva.
Predrag Belić, SJ (1919. – 2003.) nakon doktorata na Orijentalu 1971. s tezom „Katoličko jedinstvo južnih Slavena i Družba Isusova (I. dio: 1546. – 1597.)“, djeluje ponajviše na Filozofsko-teološkom institutu Družbe Isusove (FTI) u Zagrebu ali i drugim institucijama kao profesor istočnog bogoslovlja, ekumenske teologije, kršćanske arheologije, liturgike, povijesti Crkve, duhovnosti kršćanskog Istoka. Aktivan je kao prevoditelj djela grčkih Otaca te u pisanju raznih članaka iz svoje struke. 
Ivan Golub (1930. – 2018.) bio je hrvatski svećenik, teolog, povjesničar kulture, sveučilišni profesor, povjesnik, pjesnik i književni prevoditelj. Bio je član mnogih uglednih akademskih institucija. Predstojnik je Instituta za ekumensku teologiju i dijalog «Juraj Križanić» od njegova osnutka 1986. do 2000. Od 1984. pozvani je professor na Papinskom orijentalnom institutu u Rimu, gdje predaje kolegije iz područja povijesti istočne teologije i ekumenizma (Juraj Križanić) te kao mentor vodi doktorske disertacije.
Marijan Gajšak, SJ (1944-1993) hrvatski akademski kipar i slikar, na Orijentalnom institutu je završio jedino dvogodišnji licencijat (1973. – 1975.) jer je nastavio svoju umjetničku formaciju na Akademiji lijepih umjetnosti u Rimu (1975. – 1978.) i kasnije u Parizu (1978. – 1979.) na Ecole nationale superieure des beaux-arts u klasi profesora Michela Charpentiera. Unatoč kratkom boravku na Orijentalu, primio je veoma dubok utjecaj kršćanskog Istoka koji je veoma prepoznatljiv u njegovim umjetničkim djelima. 
Mons. Tomo Vukšić (1954.-danas) nadbiskup koadjutor Vrhbosanske nadbiskupije. Njegov studij iz licence (1982. – 1984.) na Orijentalu obrađuje temu Razlike između pravoslavnoga Istoka i katoličkoga Zapada s motrišta časopisa „Balkan“ (1896. – 1902.). Doktorirao je 1990. na istom institutu s tezom Odnosi između pravoslavnih i katolika u Bosni i Hercegovini od 1878. do 1903. Povijesno teološki studij.
Mons. Vjekoslav Huzjak (1960.- danas) biskup Bjelovarsko-križevačke biskupije (20. ožujka 2010 – danas). Magisterij iz istočnih crkvenih znanosti položio je na Orijentalu 1996., a doktorat obranio 2002. s doktorskom tezom pod naslovom “Teološko-duhovna vizija kulture u naučavanju pape Ivana Pavla II. obzirom na kršćanski Istok”.
Antun Japundžić (1981.-danas) svećenik je Đakovačko-Osječke nadbiskupije, profesor i predsjedink Katedre ekumenske teologije na Katolički bogoslovni fakultet, u Đakovu. Svoju poslijediplomsku specijalizaciju iz ekumenske teologije postigao je Orijentalu, gdje je prvo završio licencu (2008) te obranio doktorat (2015) s tezom „La visione ecclesiologica del teologo serbo-ortodosso padre Justin Popović (1894-1979)“ („Ekleziološka vizija srpsko-pravoslavnog teologa oca Justina Popovića (1894-1979)“). 

## Publikacije
- Orientalia Christiana Analecta, niz monografija i knjiga posvećenih znanstvenim istraživanju kršćanskog Istoka.
- Orientalia Christiana Periodica, znanstveni časopis koji sadrži različite stručne članke s područja kršćanskog Istoka.
- Kanonika, obrađuje tematike iz Istočnog kanonskog prava.
- Anaphorae Orientales, niz kritičkih izdanja Euharistijskih molitava kršćanskog Istoka.
- Edizioni Orientalia Christiana, izdaje također pojedinačne znanstvene radove.[33]

## Vanjske poveznice
- Papinski orijentalni institut, službena stranica (EN|IT)
- YouTube Orijentale, službena stranica (EN|IT)